# Кинцхајм (Горња Рајна)
Кинтцхајм (фр. Kientzheim) насеље је и општина у Француској у региону Алзас, у департману Горња Рајна.
По подацима из 2011. године у општини је живело 747 становника, а густина насељености је износила 154,66 становника/km².

## Демографија
| 1962. | 1968. | 1975. | 1982. | 1990. | 2011. |
| ----- | ----- | ----- | ----- | ----- | ----- |
| 850   | 896   | 864   | 811   | 933   | 747   |